# Ворсо (Илиноис)
Ворсо (енгл. Warsaw) град је у америчкој савезној држави Илиноис. По попису становништва из 2010. у њему је живело 1.607 становника.

## Демографија
Према попису становништва из 2010. у граду је живело 1.607 становника, што је 186 (10,4%) становника мање него 2000. године.
| Група             | 2000.         | 2010.         |
| Белци             | 1.757 (98,0%) | 1.561 (97,1%) |
| Афроамериканци    | 2 (0,1%)      | 1 (0,1%)      |
| Азијати           | 0 (0,0%)      | 7 (0,4%)      |
| Хиспаноамериканци | 16 (0,9%)     | 14 (0,9%)     |
| Укупно            | 1.793         | 1.607         |